# Delena
Delena is een geslacht van spinnen uit de  familie van de Sparassidae (jachtkrabspinnen).

## Soorten
- Delena cancerides Walckenaer, 1837
- Delena craboides Walckenaer, 1837
- Delena gloriosa (Rainbow, 1917)
- Delena nigrifrons (Simon, 1908)